# Ulrich J. Sekinger

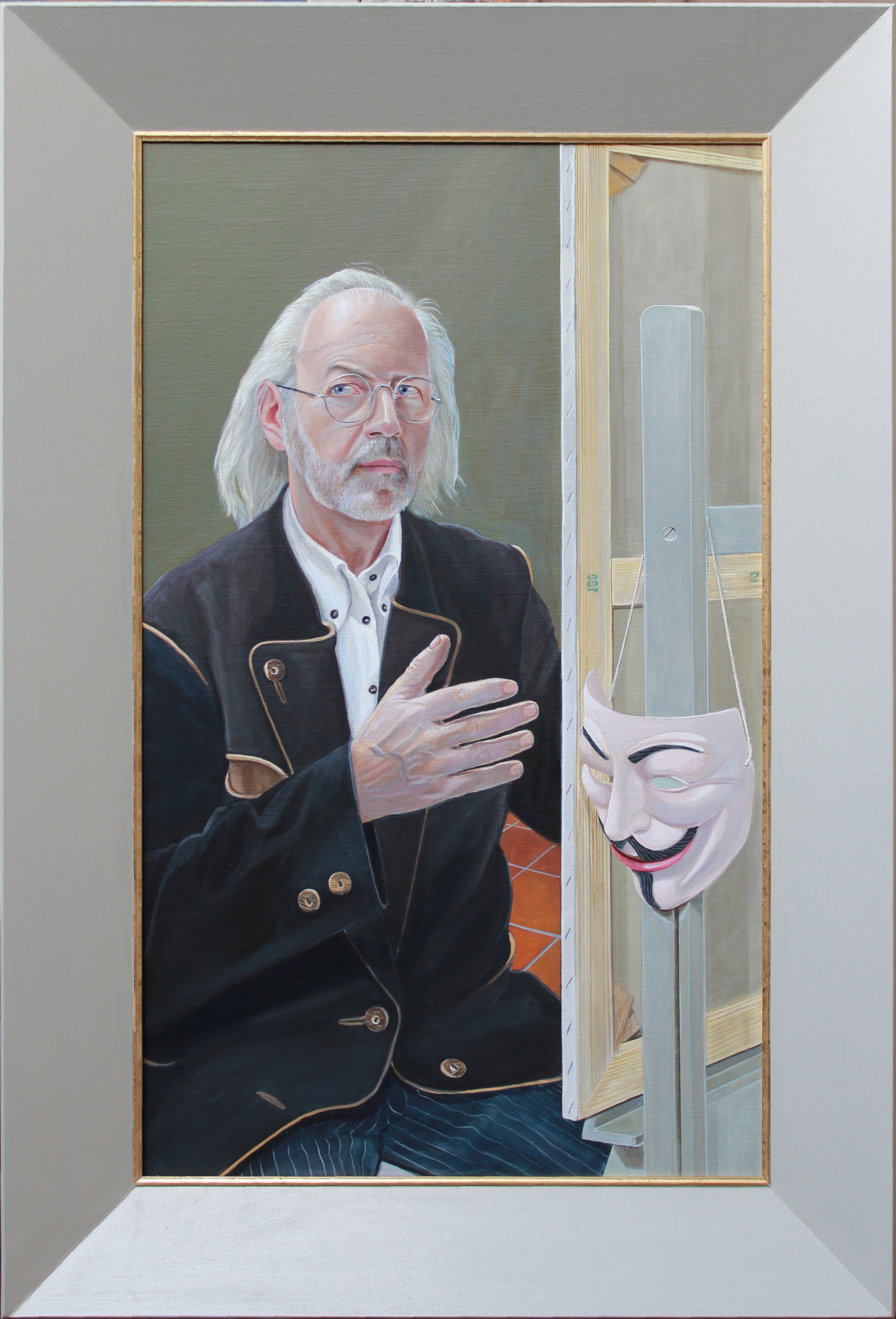
Selbstbildnis mit Guy Fawkes-Maske, 2014 (Eitempera und Öl)

Ulrich Julius Sekinger (* 28. September 1944 in Marbach am Neckar) ist ein seit 1976 in Karlsruhe ansässiger deutscher Maler und Bildhauer.

## Leben
Ulrich Julius Sekinger wurde als Sohn des Kirchenmalers August T. Sekinger im Marbacher Stadtteil Rielingshausen geboren. Aufgewachsen ist er im badischen Lahr im Schwarzwald.
Sekinger studierte in der Modellierklasse an der École des Beaux Arts bei Martinez  in Aix-en-Provence und an der Staatlichen Akademie der Bildenden Künste Karlsruhe an der Außenstelle in Freiburg im Breisgau.
In den Jahren 1973 bis 1976 war Sekinger Schüler von Peter Dreher. Danach war er bis 1978 Meisterschüler von Klaus Arnold, dem Rektor der Kunstakademie Karlsruhe.
Ulrich Julius Sekinger ist Gründungsmitglied der Karlsruher Künstlergruppe „Die Unzeitgemäßen“, die 1984 gegründet wurde.  1991 gründete er die Künstlervereinigung Realismus am Oberrhein, die sich heute P.A.I.R. Realistische und visionäre Kunst von  Zeitgenossen nennt.

## Werke
- Basler-Tor-Brunnen am Basler Tor in Durlach (1987)
- Schlaucherbrunnen in Daxlanden (1993)
- Marktfrau in Stupferich (1999)
- Storchenbrunnen in Malsch (Landkreis Karlsruhe) (2002)
- Supraporte: „Wie brächte man die Kunst in der Natur zum Klingen? Es müsste ein Virtuose sein, um der letzten Saite noch Großes zu entlocken. Wie die Braukunst, die aus Urgroßvaterszeiten bis auf den heutigen Tag in Stimmung versetzt. Prost!“, Salon Hoepfner Karlsruhe, 2014
- Bronzestatue von Friedrich Kallmorgen in Grötzingen (2020)[2]
- Arbeiten in öffentlichen Sammlungen
  - Augustinermuseum,       Stadt Freiburg im Breisgau
  - Museum für Neue Kunst, Stadt Freiburg im Breisgau
  - Städtische Galerie,    Stadt Karlsruhe

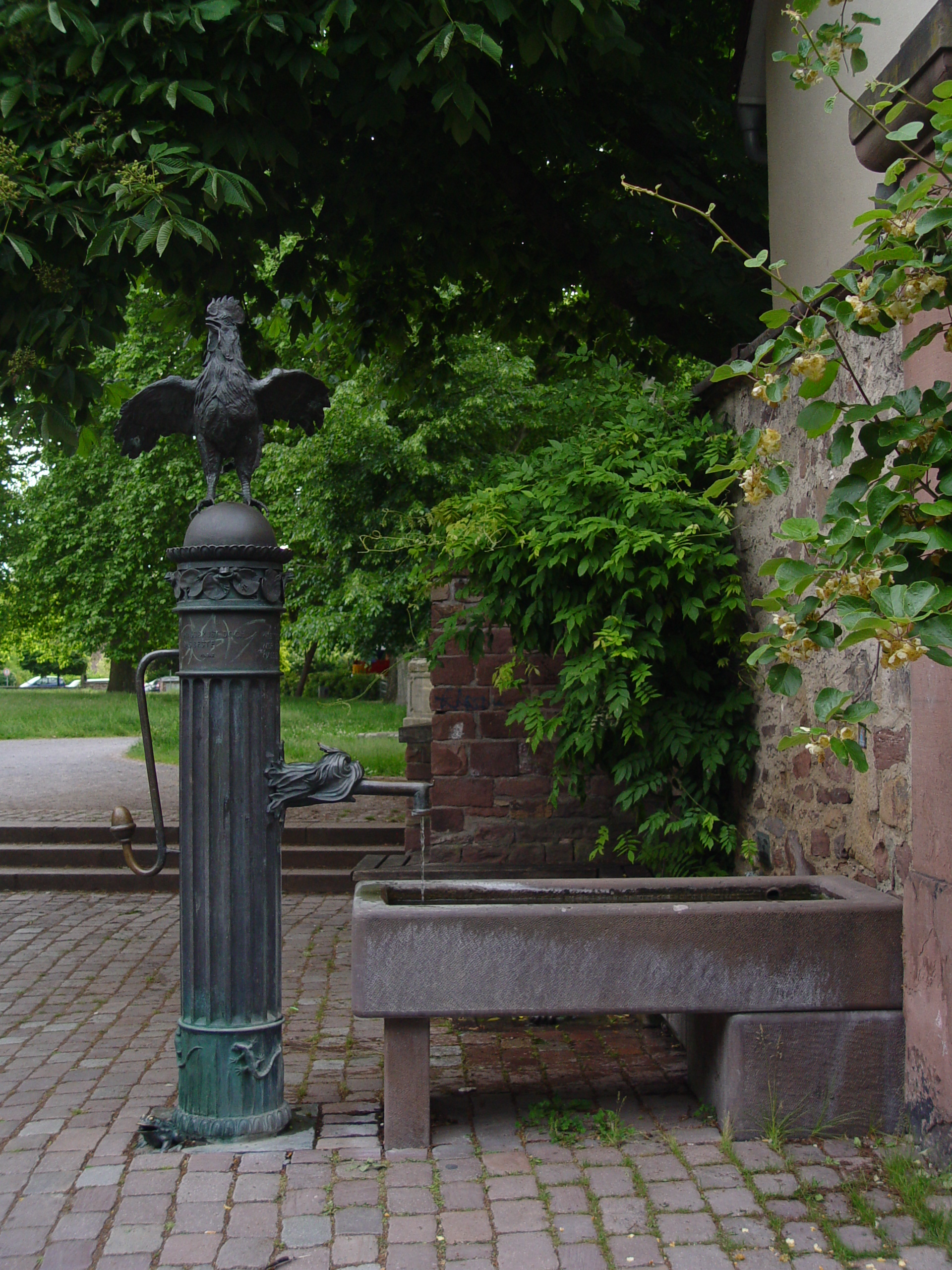
Basler-Tor-Brunnen am Alten Friedhof Durlach
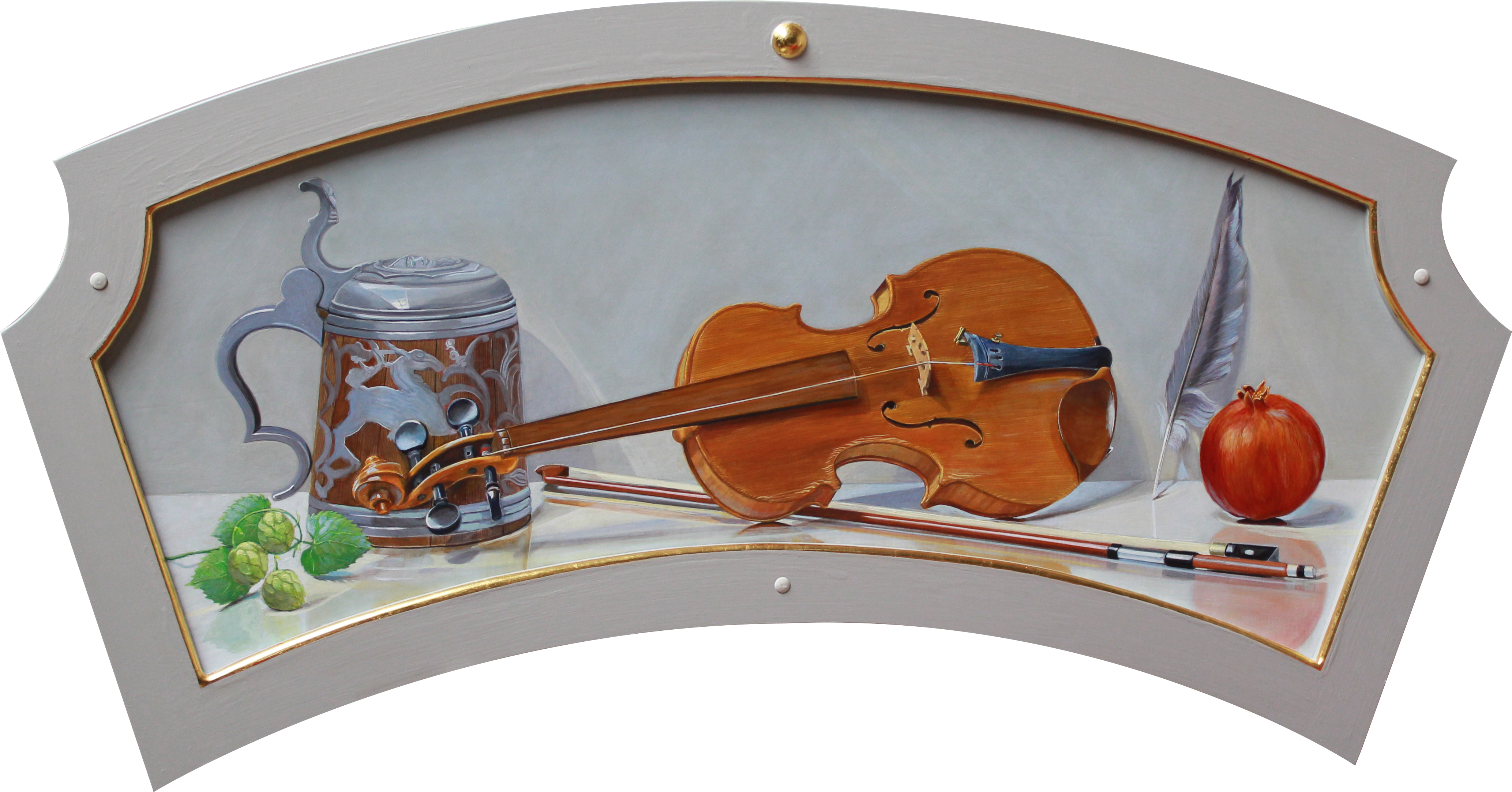
Supraporte, Salon Hoepfner Karlsruhe
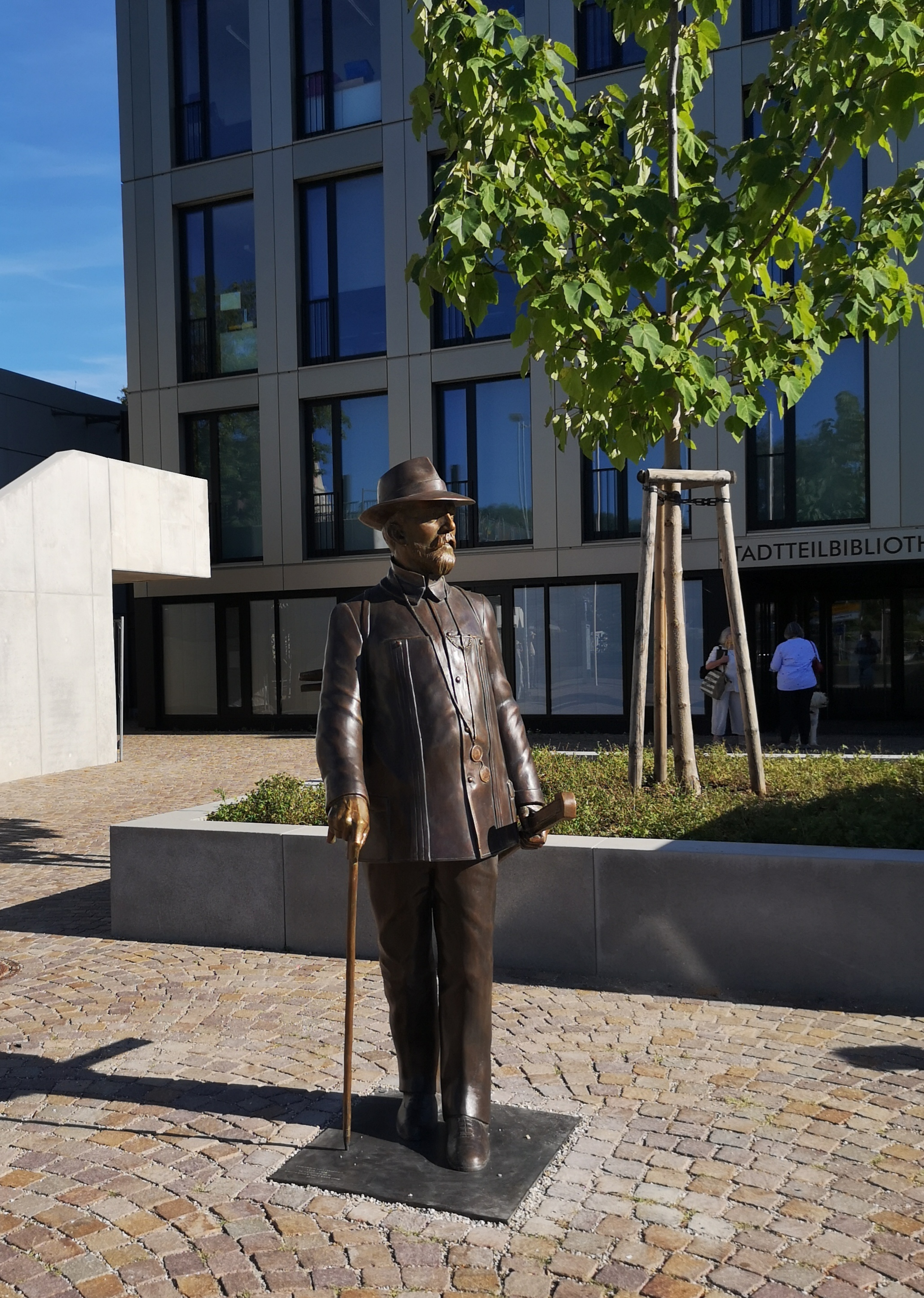
Bronzestatue Friedrich Kallmorgen, Grötzingen
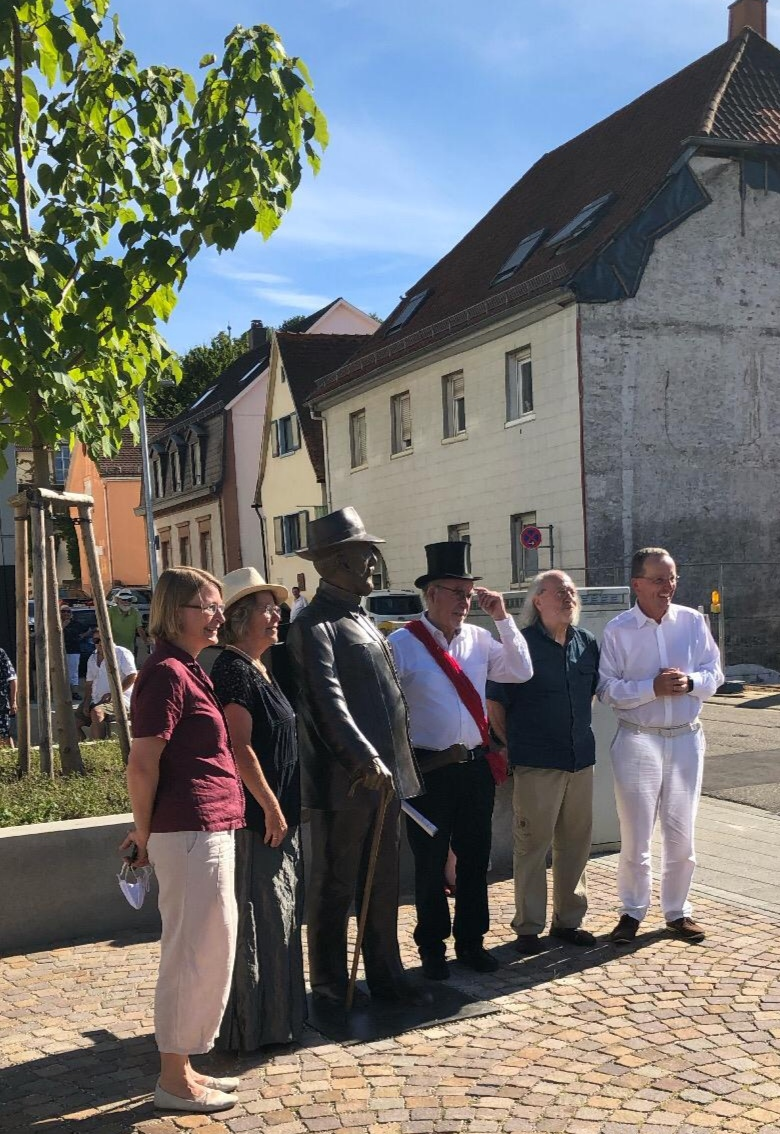
Einweihung (2020), v.l.n.R.: Karen Essrich (Ortsvorsteherin), Doris Presler, die Bronzestatue, Prof. Dr. Dr. Gerd Presler, Ulrich J. Sekinger, Albert Käuflein (Kulturbürgermeister)